# Marco Melandri
Marco Melandri   (Ravenna, 7 d'agost de 1982) és un antic pilot de motociclisme italià que va guanyar el Campionat del Món de 250cc de 2002. Considerat un dels joves pilots més prometedors al tombant de la dècada del 1990, no va aconseguir cap altre títol mundial però va ser tres vegades subcampió: una de 125cc (1999), una de MotoGP (2005) i una de Superbike (2012).

## Carrera esportiva

### Primers anys
A l'edat de sis anys, Melandri, amb el suport de l'antic campió Loris Reggiani, va introduir-se en el món de les competicions. Va passar per les curses de minibikes i motocròs fins que va canviar a la velocitat i va participar al Campionat d'Itàlia (CIV) i al d'Europa de 125cc.
El 1997, a 15 anys, Melandri va guanyar el Campionat d'Itàlia de 125cc i va acabar quart al campionat d'Europa de 125cc. A més, va debutar al campionat del món de 125cc al circuit de Brno per al Gran Premi de la República Txeca com a pilot wild card.

### Mundial de 125cc (1998-1999)
Després de sorprendre tothom al campionat d'Itàlia i a l'europeu el 1997, Melandri va tenir l'oportunitat de competir com a habitual al mundial de 125cc de 1998 amb una Honda de l'equip Benetton Honda. Va aconseguir el seu primer podi, un segon lloc, a la quarta cursa de la temporada, el Gran Premi d'Itàlia de Mugello. La seva brillant temporada de debut va continuar en guanyar el seu primer Gran Premi al circuit d'Assen durant el Dutch TT. En guanyar aquesta cursa a 15 anys i 324 dies va esdevenir el guanyador més jove de la història dels Grans Premis fins aleshores. Va guanyar un total de dos Grans Premis aquella temporada i va acabar la temporada en la tercera posició final, per darrere de Kazuto Sakata i Tomomi Manako.
El 1999, amb la mateixa moto i equip, va guanyar cinc Grans Premis però no va aconseguir guanyar el títol i va ser segon darrere d'Emili Alzamora amb només un punt de diferència. Aquest relatiu fracàs no va aturar, però, el seu ascens al campionat del món de 250cc la temporada del 2000.

### Mundial de 250cc (2000-2002)

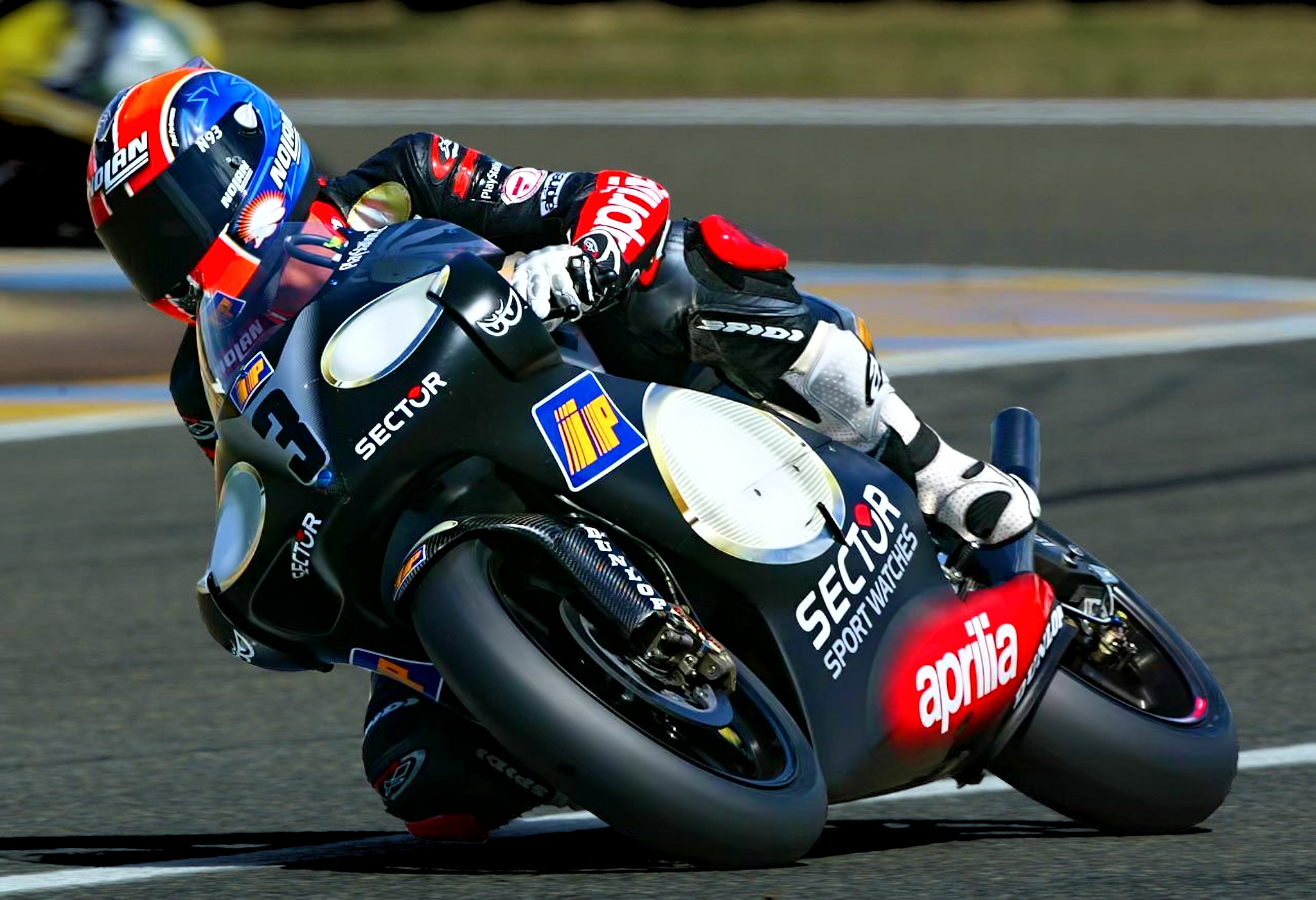
Amb l'Aprilia RSV 250 el 2002

De cara al 2000, Melandri va fitxar per Aprilia com a substitut de Valentino Rossi, que passava als 500cc. Durant aquella temporada de debut als 250cc va haver de lluitar per adaptar-se a una motocicleta més gran i una oposició més forta. No va aconseguir guanyar cap Gran Premi, però sí que obtingué quatre podis al final de la temporada i acabà el campionat en la cinquena posició final.
El 2001, les seves actuacions van anar millorant. Va aconseguir guanyar el seu primer Gran Premi de 250cc a Sachsenring, al Gran Premi d'Alemanya. Tanmateix, aquella va ser la seva única victòria de la temporada. Tot i que va aconseguir pujar al podi en nou ocasions, mai no va aspirar al títol. Va acabar la temporada en tercera posició darrere de Daijiro Kato i Tetsuya Harada.
El 2002, el campió i el subcampió de 2001 passaren a MotoGP i Melandri restà com al principal aspirant al títol. Va dominar la temporada acumulant nou victòries i tres podis més, guanyant finalment el títol mundial de 250cc i esdevenint de passada el campió del món de 250cc més jove de la història, amb 20 anys i 74 dies. Dani Pedrosa va batre aquest rècord de joventut el 2004.

### MotoGP (2003-2010)
Després d'aconseguir el títol mundial de 250 cc, Melandri va pujar a la categoria de MotoGP el 2003 com a primer pilot de l'equip de fàbrica de Yamaha, on substituí Max Biaggi, al costat de Carles Checa. La Yamaha era menys competitiva que les Honda i Ducati del moment i, malgrat que Melandri va mostrar esporàdicament una bona velocitat, no va poder obtenir bons resultats. Va acabar la temporada en la quinzena posició final sense aconseguir cap victòria ni podi.
El 2004 va entrar a l'equip satèl·lit de Yamaha, Tech3, al costat de Norick Abe, en ser ocupat el seu lloc a l'equip de fàbrica per Valentino Rossi. Aquella temporada va tornar a obtenir alguns bons resultats, però malgrat aconseguir dos podis consecutius, una sèrie de caigudes i retirades el van mantenir fora dels 10 primers de la classificació general. Va acabar la temporada en dotzena posició.

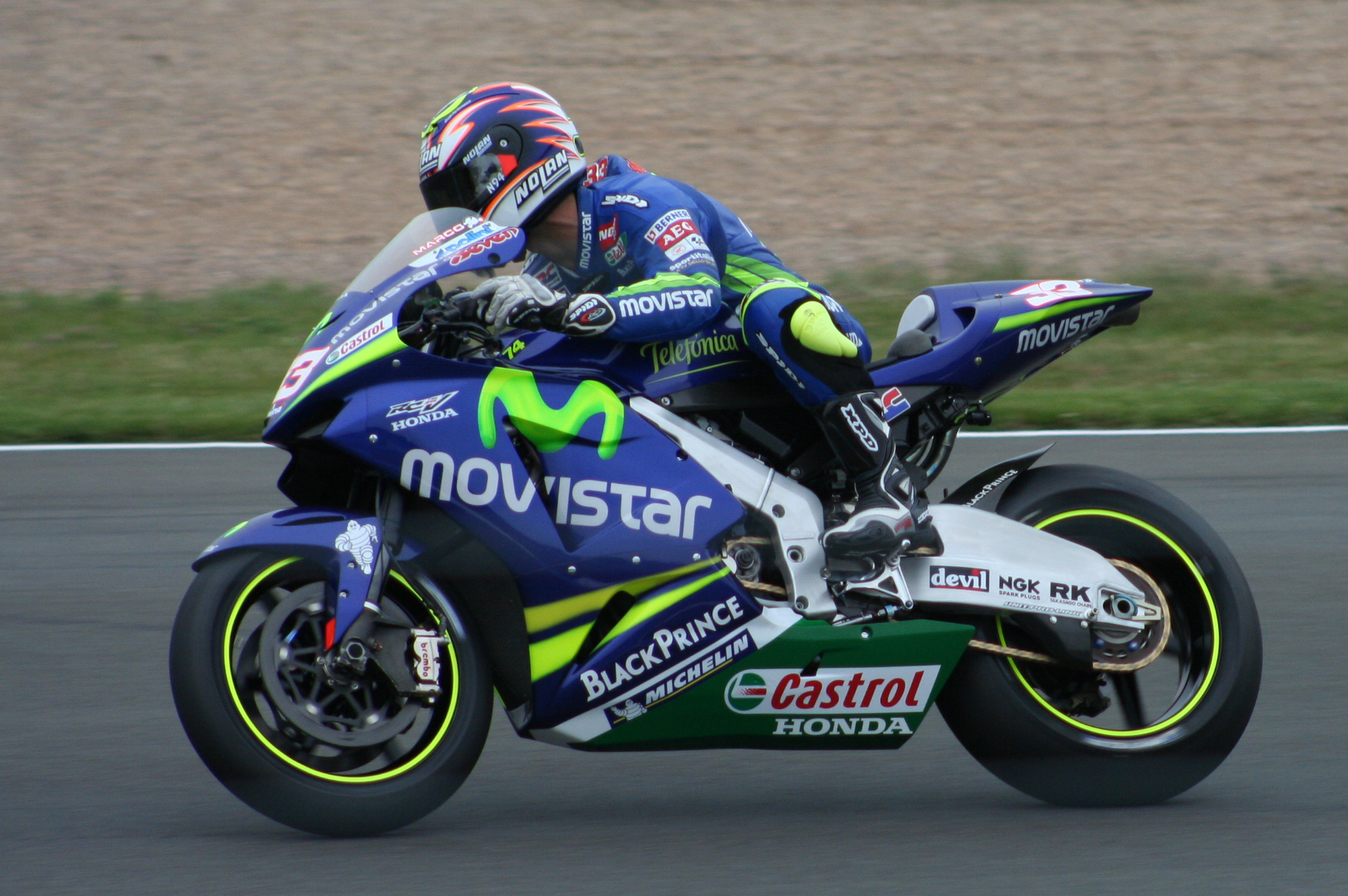
Amb l'Honda a Donington Park el 2005

Alliberat del seu contracte amb Yamaha després de la temporada 2004, Melandri va ser la tria sorpresa del director de l'equip Movistar Honda, Fausto Gresini, com a company de Sete Gibernau de cara al 2005. L'italià va tenir èxit aquell any i va enllaçar una sèrie constant de podis fins que va aconseguir les seves dues primeres victòries a MotoGP a les dues darreres curses del campionat, Istanbul i València, esdevenint així el primer pilot d'Honda a guanyar dues curses seguides durant gairebé dos anys. Finalment fou subcampió per darrere de Valentino Rossi.
La temporada 2006, Melandri va entrar a l'equip Fortuna Honda de Gresini, al costat de Toni Elías. Mentre Rossi travessava un mal moment, Melandri va ser un gran contrincant, juntament amb Loris Capirossi (Ducati) i Nicky Hayden i Dani Pedrosa (Honda). Va tornar a guanyar a Istanbul tot i sortir des del catorzè lloc de la graella. Va aconseguir més victòries a Le Mans i Phillip Island i va acabar la temporada en quarta posició, a només un punt de Capirossi.

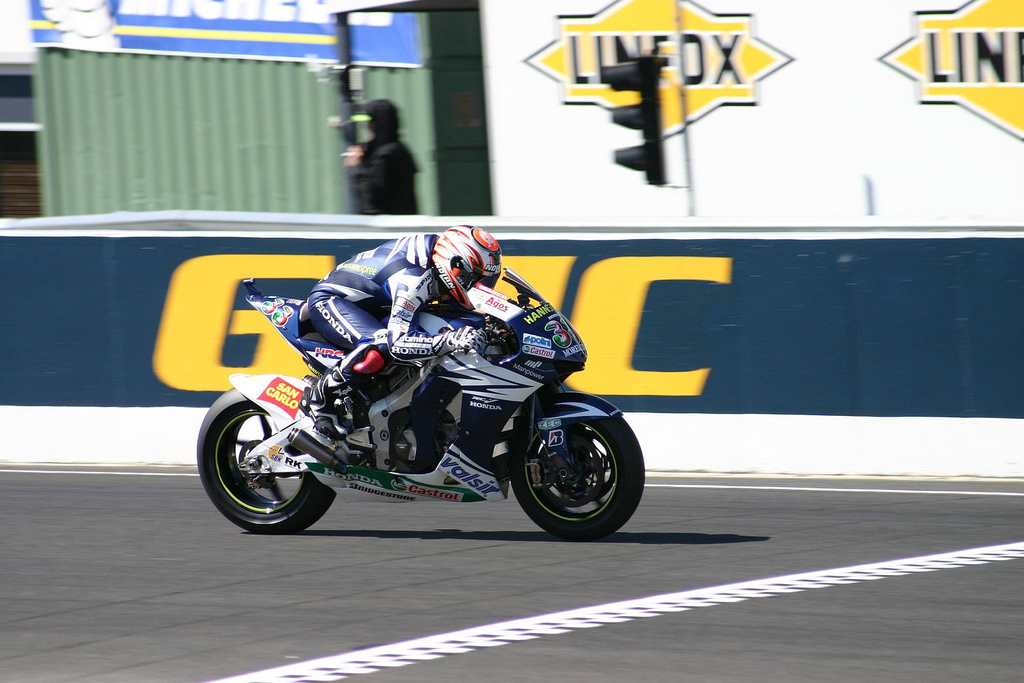
Melandri al GP d'Austràlia de 2007

El 2007, Melandri i Elias van romandre a l'equip Honda Gresini, ara patrocinat per Hannspree. La moto de 800 cc d'Honda no era competitiva i Melandri amb prou feines va acabar al podi a Laguna Seca i a Le Mans; en aquells moments, Melandri i el pilot de fàbrica Dani Pedrosa eren els únics pilots d'Honda amb més d'un podi. Finalment, va acabar cinquè a la general, només per darrere de Pedrosa entre els pilots d'Honda.
Immediatament després del tercer lloc obtingut per Melandri a Laguna Seca, Ducati va anunciar que l'havia fitxat per al seu equip de fàbrica al costat de Casey Stoner per a les temporades del 2008 i 2009. Però el 2008 va resultar desastrós i sovint es classificà per darrere dels pilots d'equips semi-oficials Toni Elías i Sylvain Guintoli. A Assen es va classificar en última posició. El 19 d'agost, Melandri va anunciar que entraria al Kawasaki Racing Team la temporada de 2009 com a company d'equip de John Hopkins. Finalment va acabar la temporada en una pobra dissetena posició.

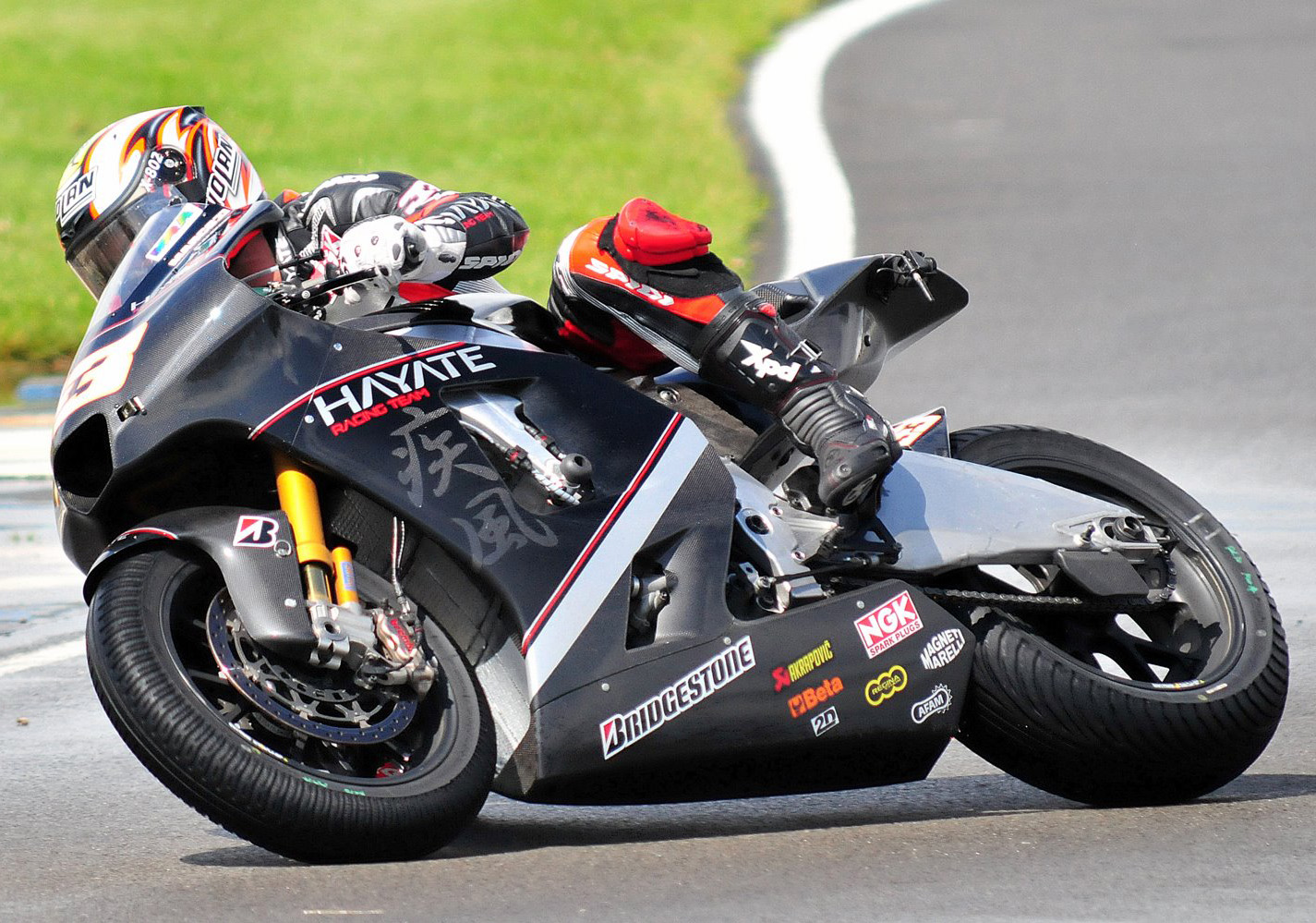
Amb la Kawasaki al GP de Gran Bretanya de 2009

Kawasaki es va retirar del mundial abans de començar la temporada del 2009, cosa que va fer témer que Melandri es quedaria sense moto, però es va acordar una mesura de rescat per tal de permetre-li de córrer amb l'equip Hayate Racing, que disposava de només una motocicleta. Aquell any, Melandri va aconseguir el seu primer podi des del 2007 en ser segon al Gran Premi de França sobre pista mullada. Els seus altres sis millors resultats van ser a les tres primeres curses, ja que l'equip estava centrat en el desenvolupament de la motocicleta i Melandri només va poder ser desè a la general. A Brno va lluitar contra Mika Kallio per la sisena posició abans de topar-hi a la penúltima volta.
De cara al 2010, Melandri va tornar a Gresini Honda, amb una RC212V amb especificacions de fàbrica des del començament. Tot i que se'ls havia dit que tindrien ple suport de fàbrica, aquest no va arribar mai. L'equip va cometre errors de configuració en les seves proves inicials i Melandri va acabar el mundial en desena posició final.

### Superbike (2011-2020)
El 2011, Melandri va passar a competir al Campionat del Món de Superbike amb el Yamaha World Superbike Team en substitució de Cal Crutchlow, que havia passat a l'equip Tech3 de MotoGP.
El 2 d'octubre de 2011, Melandri va signar un contracte per a córrer amb l'equip BMW World Superbike per a la temporada 2012, després que Yamaha optés per no continuar amb un equip de fàbrica un cop acabada la temporada 2011.
El 2012, Melandri va aconseguir el millor resultat de BMW fins aleshores al Campionat del Món de Superbike amb un segon lloc a la cursa inaugural del campionat, a Phillip Island, després d'haver sortit del tretzè lloc a la graella. Els resultats van seguir a Imola, Assen i Monza i finalment, Melandri va aconseguir la primera victòria de BMW al campionat a la ronda de Donington Park, per davant del seu company d'equip Leon Haslam, que fou segon, a la primera cursa. A la segona, Melandri i Haslam van topar. A partir d'aleshores, Melandri va guanyar curses al Miller Motorsports Park, a Motorland Aragón i a Brno (aquí, amb un doblet), cosa que el situà al segon lloc de la classificació provisional, a 21 punts del campió Max Biaggi. Finalment, va acabar el campionat en tercer lloc final per darrere de Biaggi i Tom Sykes.
Els anys 2013, 2014 i 2017, Melandri acabà el mundial de Superbike sempre en la quarta posició final, el 2018 fou cinquè i el 2019, novè (el 2015 tornà temporalment a MotoGP però sense èxit). Al juliol del 2019 anuncià la seva retirada definitiva tan punt s'acabés la temporada, tot i que un any més tard, el juliol del 2020, es va anunciar que Melandri substituiria Leon Camier al Barni Ducati Racing Team durant la resta de la temporada 2020. Camier no s'havia recuperat d'una lesió a l'espatlla durant les proves d'hivern al Motorland d'Aragó en què es fracturà l'espatlla i el canell. El setembre d'aquell mateix any, Barni va anunciar que Melandri es retirava a mitja temporada a causa dels seus resultats decebedors, tot esperant que el segon pilot de l'equip, Samuele Cavalieri, tingués més èxit.

### Tornada momentània a MotoGP
El novembre de 2014 es va anunciar que Melandri tornava a l'equip de fàbrica d'Aprilia dirigit per Gresini de cara a la temporada del 2015. Tanmateix, després de no aconseguir ni un sol punt en les vuit primeres curses de la temporada, Melandri va abandonar l'equip i va ser substituït per Michael Laverty, i després per Stefan Bradl.

### Automobilisme
A més de la seva carrera dins el motociclisme, Melandri també ha competit en curses d'automobilisme. Va córrer en dues rondes de la temporada 2008-2009 de la Speedcar Series i va obtenir dos punts a les quatre curses.

## Resultats al Mundial de motociclisme
Barem de puntuació de 1993 ençà:
| Posició | 1  | 2  | 3  | 4  | 5  | 6  | 7 | 8 | 9 | 10 | 11 | 12 | 13 | 14 | 15 |
| Punts   | 25 | 20 | 16 | 13 | 11 | 10 | 9 | 8 | 7 | 6  | 5  | 4  | 3  | 2  | 1  |

(Ids. Grans Premis | Llegenda) (Curses en negreta indiquen pole; curses en  itàlica indiquen volta ràpida)
| Any  | Categoria | Moto     | 1       | 2       | 3       | 4      | 5       | 6       | 7       | 8       | 9       | 10      | 11      | 12      | 13      | 14      | 15      | 16      | 17     | 18     | Pos. | Pts |
| ---- | --------- | -------- | ------- | ------- | ------- | ------ | ------- | ------- | ------- | ------- | ------- | ------- | ------- | ------- | ------- | ------- | ------- | ------- | ------ | ------ | ---- | --- |
| 1997 | 125cc     | Honda    | MAL     | JPN     | ESP     | ITA    | AUT     | FRA     | NED     | IMO     | GER     | BRA     | GBR     | CZE 17  | CAT     | IND     | AUS     |         |        |        | NC   | 0   |
| 1998 | 125cc     | Honda    | JPN 10  | MAL Ret | ESP 10  | ITA 2  | FRA 2   | MAD 2   | NED 1   | GBR 4   | GER 13  | CZE 1   | IMO 2   | CAT 8   | AUS 3   | ARG 2   |         |         |        |        | 3r   | 202 |
| 1999 | 125cc     | Honda    | MAL DNS | JPN     | ESP Ret | FRA 6  | ITA 2   | CAT 3   | NED 8   | GBR 5   | GER 1   | CZE 1   | IMO 1   | VAL Ret | AUS 1   | RSA 3   | BRA 2   | ARG 1   |        |        | 2n   | 226 |
| 2000 | 250cc     | Aprilia  | RSA 13  | MAL 5   | JPN 5   | ESP 6  | FRA 4   | ITA 4   | CAT 6   | NED Ret | GBR Ret | GER Ret | CZE 4   | POR 3   | VAL 3   | BRA 3   | PAC 3   | AUS 5   |        |        | 5è   | 159 |
| 2001 | 250cc     | Aprilia  | JPN 6   | RSA 2   | ESP 3   | FRA 3  | ITA 3   | CAT Ret | NED 6   | GBR 3   | GER 1   | CZE 2   | POR 2   | VAL Ret | PAC Ret | AUS DNS | MAL 11  | BRA 2   |        |        | 3r   | 194 |
| 2002 | 250cc     | Aprilia  | JPN Ret | RSA 1   | ESP Ret | FRA 2  | ITA 1   | CAT 1   | NED 1   | GBR 1   | GER 1   | CZE 1   | POR 2   | BRA 4   | PAC 2   | MAL Ret | AUS 1   | VAL 1   |        |        | 1r   | 298 |
| 2003 | MotoGP    | Yamaha   | JPN WD  | RSA     | ESP 17  | FRA 15 | ITA 11  | CAT 13  | NED Ret | GBR Ret | GER Ret | CZE 10  | POR 7   | BRA 11  | PAC 5   | MAL 11  | AUS Ret | VAL     |        |        | 15è  | 45  |
| 2004 | MotoGP    | Yamaha   | RSA 11  | ESP Ret | FRA 6   | ITA 9  | CAT 3   | NED 3   | BRA 13  | GER Ret | GBR DNS | CZE 9   | POR Ret | JPN 5   | QAT Ret | MAL Ret | AUS Ret | VAL Ret |        |        | 12è  | 75  |
| 2005 | MotoGP    | Honda    | ESP 3   | POR 4   | CHN 3   | FRA 4  | ITA 4   | CAT 3   | NED 2   | USA Ret | GBR Ret | GER 7   | CZE 6   | JPN Ret | MAL 5   | QAT 2   | AUS 4   | TUR 1   | VAL 1  |        | 2n   | 220 |
| 2006 | MotoGP    | Honda    | ESP 5   | QAT 7   | TUR 1   | CHN 7  | FRA 1   | ITA 6   | CAT Ret | NED 7   | GBR 3   | GER 2   | USA 3   | CZE 5   | MAL 9   | AUS 1   | JPN 3   | POR 8   | VAL 5  |        | 4t   | 228 |
| 2007 | MotoGP    | Honda    | QAT 5   | ESP 8   | CHN 5   | TUR 5  | FRA 2   | ITA 9   | CAT 9   | GBR 10  | NED 10  | GER 6   | USA 3   | CZE WD  | SM 4    | POR 5   | JPN 5   | AUS 10  | MAL 2  | VAL 4  | 5è   | 187 |
| 2008 | MotoGP    | Ducati   | QAT 11  | ESP 12  | POR 13  | CHN 5  | FRA 15  | ITA Ret | CAT 11  | GBR 16  | NED 13  | GER Ret | USA 16  | CZE 7   | SM 9    | INP 19  | JPN 13  | AUS 16  | MAL 16 | VAL 16 | 17è  | 51  |
| 2009 | MotoGP    | Kawasaki | QAT 14  | JPN 6   | ESP 5   | FRA 2  | ITA 11  | CAT 14  | NED 12  | USA 10  | GER 7   | GBR 7   | CZE Ret | INP Ret | SM 8    | POR 12  | AUS 7   | MAL 8   | VAL 17 |        | 10è  | 108 |
| 2010 | MotoGP    | Honda    | QAT 13  | ESP 8   | FRA 6   | ITA 5  | GBR Ret | NED DNS | CAT 9   | GER 10  | USA 8   | CZE 8   | INP Ret | SM 10   | ARA 9   | JPN 11  | MAL 9   | AUS 9   | POR 9  | VAL 13 | 10è  | 103 |
| 2015 | MotoGP    | Aprilia  | QAT 21  | AME Ret | ARG 20  | ESP 19 | FRA 18  | ITA 18  | CAT Ret | NED 19  | GER     | INP     | CZE     | GBR     | SM      | ARA     | JPN     | AUS     | MAL    | VAL    | NC   | 0   |

## Resultats al Mundial de Superbike
Barem de puntuació de 1993 ençà:
| Posició         | 1  | 2  | 3  | 4  | 5  | 6  | 7 | 8 | 9 | 10                   | 11                   | 12                   | 13                   | 14                   | 15                   |                      |
| Curses 1 i 2    | 25 | 20 | 16 | 13 | 11 | 10 | 9 | 8 | 7 | 6                    | 5                    | 4                    | 3                    | 2                    | 1                    |                      |
| Cursa Superpole | 12 | 9  | 7  | 6  | 5  | 4  | 3 | 2 | 1 | [ Nota Superpole 1 ] | [ Nota Superpole 1 ] | [ Nota Superpole 1 ] | [ Nota Superpole 1 ] | [ Nota Superpole 1 ] | [ Nota Superpole 1 ] | [ Nota Superpole 1 ] |

1. ↑  La cursa Superpole va ser introduïda la temporada del 2019

(Ids. Rondes | Llegenda) (Curses en negreta indiquen pole; curses en  itàlica indiquen volta ràpida)
| Any  | Moto    | 1       | 1     | 2      | 2      | 3       | 3       | 4     | 4       | 5      | 5       | 6      | 6       | 7       | 7      | 8     | 8       | 9     | 9       | 10    | 10    | 11    | 11    | 12      | 12      | 13      | 13      | 14    | 14      | Pos. | Pts   |
| Any  | Moto    | C1      | C2    | C1     | C2     | C1      | C2      | C1    | C2      | C1     | C2      | C1     | C2      | C1      | C2     | C1    | C2      | C1    | C2      | C1    | C2    | C1    | C2    | C1      | C2      | C1      | C2      | C1    | C2      | Pos. | Pts   |
| ---- | ------- | ------- | ----- | ------ | ------ | ------- | ------- | ----- | ------- | ------ | ------- | ------ | ------- | ------- | ------ | ----- | ------- | ----- | ------- | ----- | ----- | ----- | ----- | ------- | ------- | ------- | ------- | ----- | ------- | ---- | ----- |
| 2011 | Yamaha  | AUS 5   | AUS 3 | EUR 1  | EUR 2  | NED 4   | NED Ret | ITA 4 | ITA 2   | USA 10 | USA 6   | SMR 3  | SMR Ret | SPA 1   | SPA 2  | CZE 1 | CZE 2   | GBR 3 | GBR 3   | GER 2 | GER 6 | ITA 8 | ITA 6 | FRA 2   | FRA 2   | POR 6   | POR 1   |       |         | 2n   | 395   |
| 2012 | BMW     | AUS 2   | AUS 6 | ITA 6  | ITA 10 | NED 9   | NED 4   | ITA C | ITA 4   | EUR 1  | EUR Ret | USA 2  | USA 1   | SMR Ret | SMR 4  | SPA 2 | SPA 1   | CZE 1 | CZE 1   | GBR 7 | GBR 8 | RUS 2 | RUS 1 | GER Ret | GER Ret | POR Ret | POR DNS | FRA 2 | FRA Ret | 3r   | 328.5 |
| 2013 | BMW     | AUS Ret | AUS 3 | SPA 3  | SPA 5  | NED Ret | NED 8   | ITA 1 | ITA 2   | GBR 2  | GBR 5   | POR 1  | POR 12  | ITA 4   | ITA 4  | RUS 1 | RUS C   | GBR 9 | GBR 9   | GER 2 | GER 3 | TUR 2 | TUR 4 | USA 4   | USA 3   | FRA 5   | FRA 7   | SPA 2 | SPA DNS | 4t   | 359   |
| 2014 | Aprilia | AUS 2   | AUS 8 | SPA 11 | SPA 3  | NED 6   | NED 6   | ITA 6 | ITA 11  | GBR 4  | GBR 17  | MAL 1  | MAL 1   | SMR 3   | SMR 3  | POR 4 | POR Ret | USA 1 | USA Ret | SPA 1 | SPA 1 | FRA 2 | FRA 1 | QAT 8   | QAT 4   |         |         |       |         | 4t   | 333   |
| 2017 | Ducati  | AUS Ret | AUS 3 | THA 4  | THA 3  | SPA 2   | SPA 3   | NED 3 | NED Ret | ITA 3  | ITA 5   | GBR 4  | GBR Ret | ITA 15  | ITA 1  | USA 4 | USA 4   | GER 4 | GER 3   | POR 3 | POR 3 | FRA 2 | FRA 5 | SPA Ret | SPA 2   | QAT 3   | QAT 6   |       |         | 4t   | 327   |
| 2018 | Ducati  | AUS 1   | AUS 1 | THA 8  | THA 7  | SPA 4   | SPA 3   | NED 6 | NED 7   | ITA 3  | ITA Ret | GBR 22 | GBR 11  | CZE 2   | CZE 15 | USA 5 | USA Ret | ITA 7 | ITA 3   | POR 2 | POR 3 | FRA 6 | FRA 5 | ARG 2   | ARG 3   | QAT 5   | QAT C   |       |         | 5è   | 297   |

| Any  | Moto   | 1     | 1     | 1     | 2     | 2      | 2     | 3      | 3      | 3      | 4      | 4      | 4       | 5       | 5      | 5      | 6     | 6     | 6       | 7     | 7     | 7      | 8      | 8      | 8      | 9     | 9      | 9     | 10    | 10     | 10    | 11    | 11     | 11    | 12      | 12     | 12     | 13     | 13     | 13     | Pos. | Pts |
| Any  | Moto   | C1    | CS    | C2    | C1    | CS     | C2    | C1     | CS     | C2     | C1     | CS     | C2      | C1      | CS     | C2     | C1    | CS    | C2      | C1    | CS    | C2     | C1     | CS     | C2     | C1    | CS     | C2    | C1    | CS     | C2    | C1    | CS     | C2    | C1      | CS     | C2     | C1     | CS     | C2     | Pos. | Pts |
| ---- | ------ | ----- | ----- | ----- | ----- | ------ | ----- | ------ | ------ | ------ | ------ | ------ | ------- | ------- | ------ | ------ | ----- | ----- | ------- | ----- | ----- | ------ | ------ | ------ | ------ | ----- | ------ | ----- | ----- | ------ | ----- | ----- | ------ | ----- | ------- | ------ | ------ | ------ | ------ | ------ | ---- | --- |
| 2019 | Yamaha | AUS 3 | AUS 6 | AUS 6 | THA 6 | THA 6  | THA 6 | SPA 12 | SPA 11 | SPA 11 | NED 12 | NED C  | NED 14  | ITA 6   | ITA 17 | ITA C  | SPA 3 | SPA 3 | SPA Ret | ITA 6 | ITA 6 | ITA 16 | GBR 14 | GBR 10 | GBR 10 | USA 9 | USA 16 | USA 9 | POR 9 | POR 13 | POR 8 | FRA 8 | FRA 12 | FRA 6 | ARG DNS | ARG 15 | ARG 14 | QAT 12 | QAT 10 | QAT 17 | 9è   | 177 |
| 2020 | Ducati | AUS   | AUS   | AUS   | SPA 8 | SPA 18 | SPA 9 | POR 17 | POR 15 | POR 14 | SPA 14 | SPA 17 | SPA Ret | SPA Ret | SPA 17 | SPA 12 | SPA   | SPA   | SPA     | FRA   | FRA   | FRA    | POR    | POR    | POR    |       |        |       |       |        |       |       |        |       |         |        |        |        |        |        | 17è  | 23  |